# The Deep Blue Good-by
The Deep Blue Good-by (Adiós en azul) es la primera de las 21 novelas de la serie Travis McGee escritas por el autor norteamericano John D. MacDonald. Sobre la base de un encargo del editor Knox Burger de Fawcett Publications, el libro dibuja un protagonista detective/investigador residente en Florida y con un tema cíclico recurrente: todas las novelas de McGee tienen un color en el título (truco que se le ocurrió al editor para que la gente al ver los libros recordara fácilmente cuál no había leído). De hecho, McDonald incluye colores en el título en otras dos novelas no relacionadas con esta serie: A Flash of Green y The Girl, the Gold Watch & Everything.

## Concepto y creación
A solicitud de Knox Burger, entonces en Fawcett, me puse a escribir una serie de novelas. Al tercer intento conseguí un carácter que me satisfizo. Fue en 1964. Una vez estuvo listo mi primer libro de McGee, The Deep Blue Good-by, la editorial lo mantuvo reservado hasta que tuve escritos otros dos, Nightmare in Pink y A Purple Place for Dying y entonces se lanzaron los tres libros, uno cada mes durante tres meses seguidos. Esto fue el principio de la serie.

MacDonald consideraba que toda la serie de novelas eran una sola historia, la de la evolución en el tiempo del personaje de McGee. Como cada una de las 21 novelas añade más información sobre la historia personal, origen y sicología de McGee, uno de los aspectos más interesantes de la serie es verlo madurar y envejecer a lo largo de las décadas. Al mismo tiempo se observan los cambios en la cultura norteamericana, desde los años de Kennedy que aparecen en The Deep Blue Good-bye hasta el advenimiento de la contracultura hippie y la revolución sexual de los 60s y 70s, llegando a la época de Reagan en los 80s.

## Trama
The Deep Blue Good-bye presenta al personaje de McGee y su lugar de residencia, Busted Flush (un yate que ganó en una partida de póker) y que está amarrado en el F-18 de Bahía Mar Marina en Fort Lauderdale, Florida. En los primeros capítulos se nos muestra como McGee es un soltero y un mujeriego, que tiene amigas y tiene amantes, inteligente introspectivo y hombre de principios (aunque por el momento se nos muestran sometidos a una incierta condición emocional que se va desarrollando y aclarando a lo largo de la serie de libros). Un tanto controvertida es la visión de McGee sobre las mujeres, que a lo largo de la serie se revela no tan misógina como en un principio podría parecer, de hecho, en este primer libro McGee opina que “una mujer que no se valora a sí misma poco podrá ser valorada por los demás”.
McGee es un “recuperador” (traducción de la palabra “salvaje consultant” del original en inglés que consta en las ediciones de los libros hechas por Bruguera en los años 60). Travis Mc Gee es un rescatador, una especie de Robin Hood moderno pero que se queda su parte del botín rescatado para poder subsistir (exactamente la mitad). Trabaja sólo cuando escasea el dinero que guarda en un ingenioso escondite en su barco.
Otra característica de los libros de McGee en la interminable lista de variopintos villanos a los que McGee ha de enfrentarse para recuperar las cosas de sus clientes. En esta primera historia el antagonista es Junior Allen, un hombre sonriente y afable, alto, fuerte y patológicamente malvado.
La historia comienza con una fortuna que un soldado nativo de Florida trajo de contrabando tras la Segunda Guerra Mundial y escondió en los Cayos. Posteriormente fue capturado por el ejército pues había matado a un compañero y enviado a prisión, donde encontró a Junior Allen. La historia dibuja el comportamiento sicopático de Allen que evoluciona desde ladrón a violador en serie y asesino. Vemos a McGee utilizando destreza, inteligencia y valentía mediante un trabajo metódico para encontrarlo y recuperar el tesoro. Como sucede en muchos de los libros de la colección, McGee paga un alto precio por cumplir con éxito su encargo (de hecho es discutible si los costos son mayores que las ganancias).

## Adaptación cinematográfica
Han sido pocas las adaptaciones cinematográficas de esta serie de novelas. En 1970 Travis McGee llegó a los cines con la película Más oscuro que el ámbar (Darker Than Amber), protagonizada por Rod Taylor y con guion del propio John McDonald. Esta versión recibió críticas favorables de Roger Ebert y otros pero no cuajó convirtiéndose en una serie de películas. Otros actores que fueron considerados para interpretar a McGee en la película fueron Jack Lord y Robert Culp. Los favoritos de John McDonald eran Steve McQueen o Vic Morrow.
En 1983 Sam Elliott interpretó a McGee en el telefilm “Travis McGee” rodado para The Empty Copper Sea, que reubicaba a McGee en California.
Conforme Internet Movie Database, se anunció una adaptación cinematográfica de The Deep Blue Good-by que iba a ser dirigida por Oliver Stone y protagonizada por Leonardo DiCaprio y con guion de Dennis Lehane, que iba a realizarse entre 2011 y 2012. En abril de 2010 se anunció un cambio de título, pasando a ser “Travis McGee”. En abril de 2011 se conoció que Paul Greengrass estaba interesado en dirigir el film. El film no llegó a realizarse y di Caprio se mantuvo en la producción.
En marzo de 2014 James Mangold asume la dirección y en julio de 2015 Christian Bale acepta el papel protagonista.

## Ediciones en español de los libros de McGee
En castellano hay muchos editados, aunque hay que recurrir por lo general a las tiendas de libros descatalogados. Se pueden encontrar “Adiós En Azul”, “Piel Canela”, “La Dorada Sombra De La Muerte”, “El hombre verde”, “Lamento turquesa”, “El mar desierto”, “La mortaja color naranja”, “La tumba púrpura”, “Lluvia Plateada” o “Más Oscuro Que El Ámbar”, casi todos editados por Bruguera y Emecé Argentina.